# マルコス・スザーノ

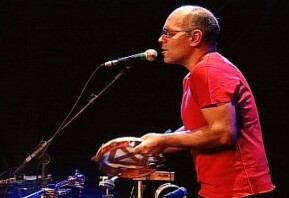
Marcos Suzano

マルコス・スザーノ（Marcos Suzano、1963年 - ）は、ブラジル出身のパーカッショニストである。いわゆるカリオカ（リオ・デ・ジャネイロ生まれ）の1人。主にパンデイロ（ブラジル・スタイルのタンバリン）の演奏者として知られる。

## 経歴
スザーノはサンバに興味を持ち、14歳で初めてパンデイロを練習し、次第にショーロを演奏するようになった。その後、80年代にアクアレーラ・カリオカというバンドのパンデイロ奏者を経て、ソロの打楽器奏者として活動するようになった。ソロ活動としては小野リサの「セレナータ・カリオカ」（1992年）など、多くのアーティストの楽曲やアルバム、ライブに参加している。
一般的にパンデイロは、ショーロやサンバ、あるいはマルシャ（ブラジルにおける3拍子のマーチ）、コーコやエンボラーダといったブラジル北東部のリズムだけで使われる楽器とされてきた。しかし、スザーノ自身が18歳まで、ザ・ポリスやレッド・ツェッペリン、キング・クリムゾンなどを聞いて育ってきたこともあり、ロックやファンクなどブラジル音楽以外の欧米の音楽を多彩に表現することを研究し、これらのリズムや音をパンデイロで表現できないかと研究した結果、ドラムセット並みにバリエーションが豊かで迫力のある音を生み出したことで世界的に名声が高まった。彼のパンデイロ奏法は俗にスザーノ奏法ともいわれる。
またブラジルのパーカッショニストは、サンバを中心として総じて筋肉質の大柄の、いわゆるマッチョな人が多いが、スザーノはどちらかというと小柄であった。そのためスザーノはブラジルの有名歌手などと競演した際に差別されたという経験があったことも語っている。
彼が注目されたのは、1993年に発表されたOlho de Peixe（オーリョ・ジ・ペイシ、日本題：魚の目）という作品である。これはブラジルのミュージシャンであるレニーニの自宅スタジオにおいて、レニーニのエレキギターとスザーノのパンデイロだけによる楽曲を録音したというアルバムだったが、それまでのブラジル音楽の枠におさまらないスタイルが注目された。これが話題となり、日本でもCDが輸入されたが、売り切れが続出し、再入荷と売り切れが繰り返された。なお、この作品はのちに日本盤でも発売されたがいまは廃盤となっている。
1998年、Theboom宮沢和史は彼の音楽にいち早く目を付け、ソロアルバム「ARROSICK」を制作。スザーノはアルバムのほとんどの曲に参加した。その後アルバムのツアーにも参加。日本のコンサートにも出演した。
当時外苑前にあったシュハスコ料理店・サバス東京で、レニーニ&スザーノとして来日しライブを行って以降、頻繁に日本を訪問することが多くなり、日本各地でパンデイロのワークショップや講座を不定期に行うようになった。こうした活動から、山崎まさよしやウルフルズのサンコンJr.をはじめ、多くの日本のミュージシャンがパンデイロを練習するようになるなど、多大な影響を与えた。特に山崎まさよしはスザーノと沼澤尚のライブに飛び入りして、自作曲の「セロリ」を歌ったほか、ユニクロのCMでパンデイロを叩くシーンが映し出されるなど、その影響を多く受けたことが理解できる。
また、ブラジルのスターミュージシャンをはじめとしスティングなどのサポートも努めている。この他、スザーノは月刊ラティーナなどのインタビューを通じて、シコ・サイエンス＆ナサゥン・ズンビやパウリーニョ・モスカなど、ブラジルにおける最先端の音楽を日本に紹介する役割も果たした。
現在は、THE BOOMのボーカリスト宮沢和史の新バンドであるGANGA ZUMBAの正式メンバーとして日本国内でも精力的に活動している。
彼の考え方として、パンデイロは高音・中音・低音がすべて表現できる楽器で、サンバに限らずあらゆる音楽が表現できるという。また現在のボサノヴァが、商業主義的であり旧態依然としていることを蔑んだ発言もしている。

## アルバム・ビデオ
- Olho de Peixe（オーリョ・ジ・ペイシ、レニーニとのデュオ）、1993年
- Sambatown（サンバタウン）、1996年
- パンデイロ・コンプリート・レッスン、1998年（VHS, 販売：フジテレビ映像企画部）
- Flash（フラッシュ）、2000年
- パンディロ・マスターへの道（DVD, ラティーナ）、2006年
- Atarashii（アタラシイ）、2009年